# Edgecote Moor-i csata
Az Edgecote Moor-i csata a középkori Anglia hosszú polgárháborújának, a rózsák háborújának egyik ütközete volt, amely 1469. július 26-án zajlott le. A csata a maga nemében különleges összecsapás volt, ugyanis mindkét oldalon hagyományosan York-párti főurak álltak. Az egyiken a király, IV. Eduárd és támogatói, a másikon az uralkodót hatalomba segítő Richard Neville, Warwick grófja. A yorki belháborút az váltotta ki, hogy Warwick a király házasságát követően elvesztette korábbi hatalmát, és vagyona is veszélybe került.

## Warwick átállása
Nyolc évvel a nagy towtoni győzelem után a yorki IV. Eduárd ült a trónon, Lancaster-házi vetélytársa, VI. Henrik pedig a Towerben raboskodott. Úgy tűnt, vége a rózsák háborújának. IV. Henrik egyik leghűségesebb támogatója, Richard Neville, Warwick grófja, a királycsináló volt, aki főtanácsadóként segített megszilárdítani az új uralkodó hatalmát. Viszonzásként ő és családja fontos pozíciókat és nagy grófságokat kapott.
Kettejük békés együttélésének a király titokban kötött házassága vetett véget 1464. május 1-jén. A gróf azt szerette volna, ha az uralkodó egy francia nemes lányát veszi feleségül, hogy így szövetségessé tegyék Franciaországot, de IV. Eduárd a közrendű Elizabeth Woodville-t választotta. Warwick azért kardoskodott a francia párválasztás mellett, mert az által megoldódott volna a százéves háborúból maradt számos probléma a két ország között, másrészt a franciákat eltávolította volna a Lancaster-háztól. Warwick akkor is a francia szövetség szószólója maradt, amikor Eduárd egyértelműen a burgundiaiak mellett kötelezte el magát.
Ezen felül a király számos más lépésével sértette Warwick önérzetét, leginkább azzal, hogy nem járult hozzá testvére, Plantagenet György clarence-i herceg és a gróf idősebb lánya, Isabel házasságához, amitől Warwick családjának öröksége függött. Rontott a kapcsolatukon, hogy a király magas pozíciókhoz juttatta felesége rokonait, hatalmas birtokokat adományozott nekik,valamint beházasította őket különböző vagyonos családokba, köztük Warwickéba is. A gróf úgy érezte, kitúrták őt a király legbelsőbb köréből, és elvesztette addigi hatalmát az ország ügyeinek irányítása felett. Végül korábbi szolgálatai ellenére az uralkodó megvonta Warwick kancellári kinevezését. A sértett gróf 1467-ben megszerezte György támogatását egy tulajdonképpeni államcsínyhez.

## Lázadás
1468 őszén és 1469 tavaszán felkelés tört ki északon. A lázadás Yorkshire-ben robbant ki, állítólagos vezetője Redesdale-i Robin volt, de a név mögött valószínűleg a Neville-ekhez tartozó Sir John Conyers, Warwick híve állt. A király egy nem túl erős csapattal elindult, hogy szétverje a lázadó erőket.
Eközben július 11-én a király öccse feleségül vette Isabel Neville-t. A párt Warwick testvére, York érseke adta össze Calais-ban. Másnap kiáltványt adtak ki, amelyben a királyt támadták, valamint jogosnak nevezték és támogatásukról biztosították Radesdale-i Robin felkelését. Megüzenték szövetségeseiknek, hogy négy napon belül Canterburynél lesznek, és várják azokat, akik készek fellépni a király jogtalanságaival szemben. Warwick tartotta a szavát, áthajózott Angliába, és bevonult Londonba. A főváros ellenállás nélkül nyitotta ki kapuit előtte. A gróf ezután Northamptonba vonult, hogy hátba támadja a királypártiakat.
Amikor a király rájött, hogy a lázadók többen vannak a vártnál, visszavonult Nottinghambe, és ott várta Pembroke és Devon grófjának megérkezését az erősítéssel. A tervek szerint ezután együtt indultak volna az északi lázadók ellen. Az uralkodó arról nem tudott, hogy a lázadó csapatok és Warwick katonái is gyors ütemben közelednek felé, erről csak július 25-én értesült, amikor a yorki csapatok bevonultak Banburybe, és rájöttek: az ellenség már nagyon közel van. Pembroke és Devon összeveszett egy elszállásolási ügyön, ezért Devon visszautasította, hogy a másik parancsnokkal együtt vonuljon, és dél felé, a Deddington vár felé vette az irányt embereivel, köztük az íjászokkal.

## A csata
Az ütközetet Banburytól mintegy  kilenc kilométerre északra, a Cherwell folyó egyik mellékágánál zajlott le, ahol Pembroke erős állást épített ki egy magaslaton. Jean de Wavrin leírása szerint már 25-én éjszaka is volt csatározás. Másnap a lázadók megpróbáltak átkelni a két sereget elválasztó patakon, de ez nem sikerült nekik, mert a walesi páncélos lovasok helytálltak. A lázadók nyílzáport zúdítottak a királypártiakra, akik az íjászok hiányában nem tudtak válaszolni a támadásra. A királypártiak ismét összecsaptak a zendülőkkel. A véres közelharcban valószínűleg elesett a lázadók vezetője, és egy órakor Pembroke azt a hírt kapta, hogy közeledik Devon felmentő serege. Kora délután meg is érkezett a csatatérre. Ekkor azonban feltűnt Warwick elővédje, amelyet Sir John Clapham vezetett. A yorkiak azt hitték, hogy Warwick teljes hadereje megérkezett, ezért pánikba estek, és menekülni kezdtek. Pembroke megijedt katonái közül sokakat lemészároltak. Pembroke-ot és testvérét, Sir Richard Herbertet másnap elfogták, és kivégezték.
A csatában meghalt 168 királypárti lovag és birtokos, valamint kétezer katona. A lázadók vesztesége között volt Henry Neville, Sir James Conyers és Sir Oliver Dudley. Eduárd király George Neville, York érsekének fogságba esett Olneynál. A király apósát, Richard Woodville-t és fiát, John Richard Woodville-t Chepstow-nál elfogták, majd egy „koncepciós per” után, augusztus 12-én Kenilworth-nál lefejezték. A csatába késve érkező Devon grófját is kivégezték.